# Zamek Akō
Zamek Akō (jap. 赤穂城 Akō-jō, inaczej 加里屋 Kariya-jō) – zabytkowy zamek położony na równinnym terenie w mieście Akō, w prefekturze Hyōgo, w Japonii.
Obecnego zamku Akō nie należy mylić z inną, wcześniejszą fortyfikacją położoną na północ od niego. Budowa zamku, wraz z 12 bramami i 10 wieżami, trwała 13 lat. Wzniesiono go nad ówczesnym brzegiem morza, dzięki czemu miał bezpośredni dostęp do nabrzeża, skąd można było rozpoczynać żeglugę. 
Budowę nadzorował daimyō Naganao Asano (1610–1672), który został władcą regionu w 1615 roku. 
Podczas restauracji Meiji w drugiej połowie XIX wieku budowla została częściowo rozebrana. Jej część odbudowano po zakończeniu II wojny światowej.

## Galeria

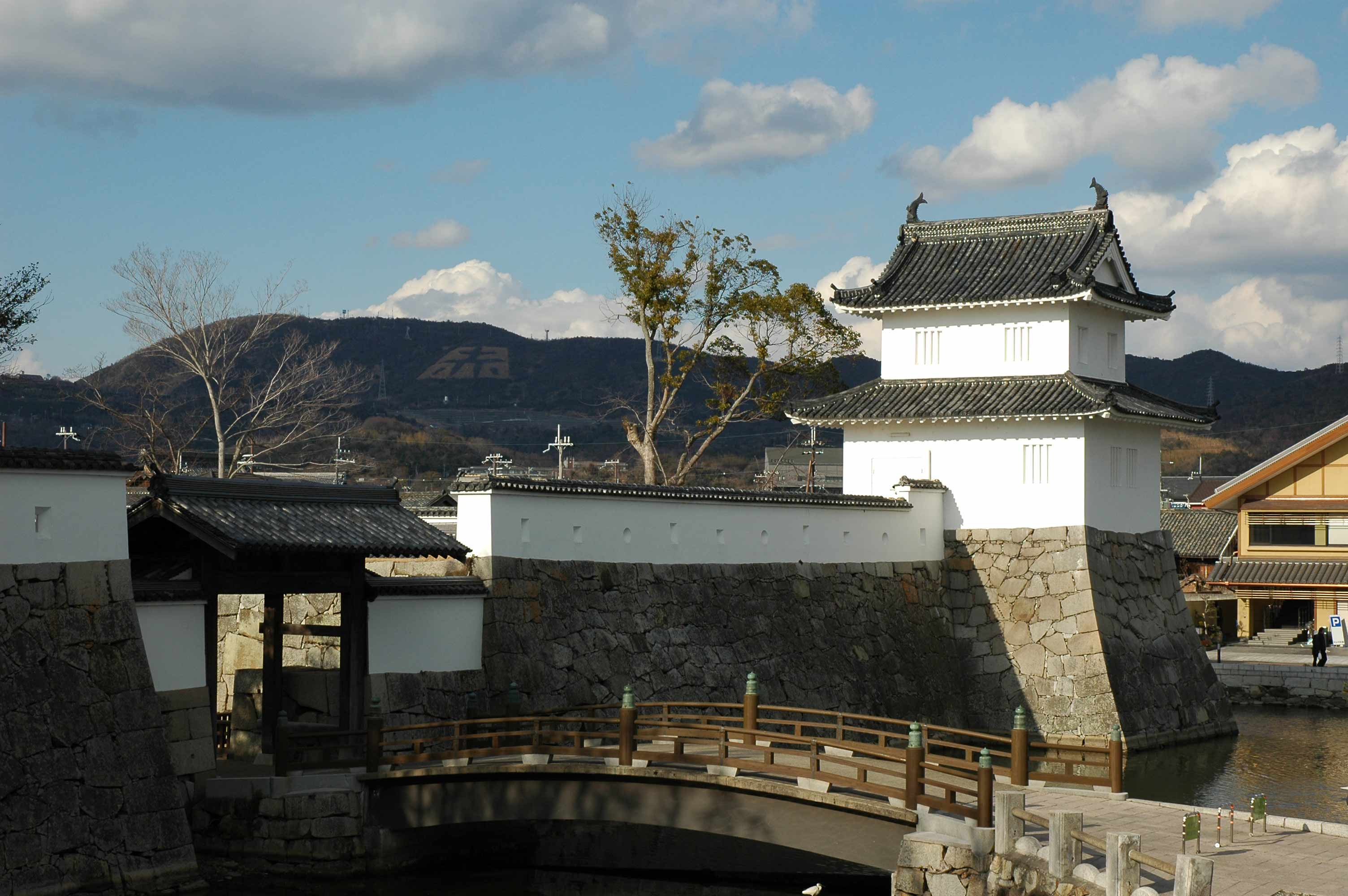
Ōte-mon i Ōtesumi
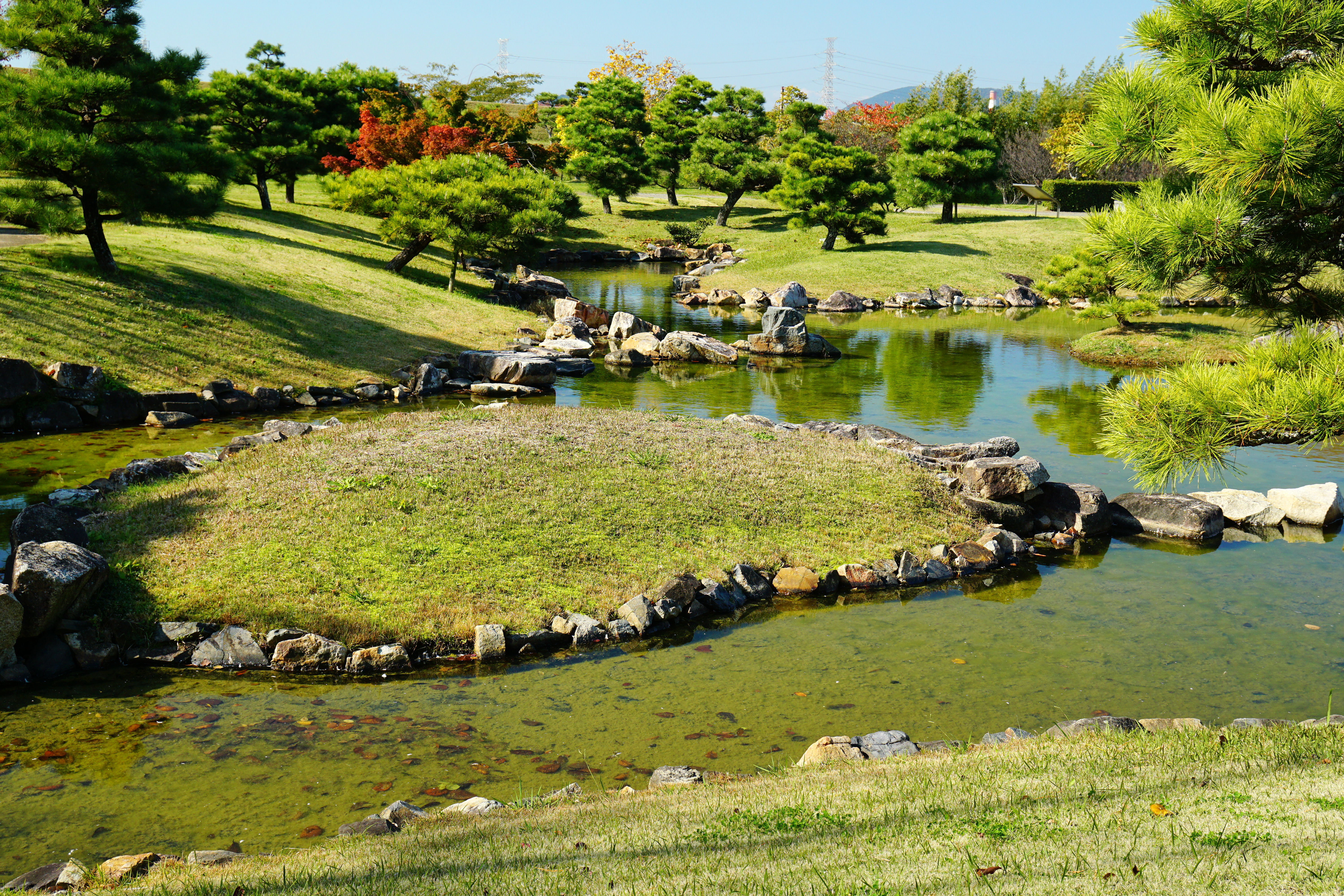
Ogród zamkowy
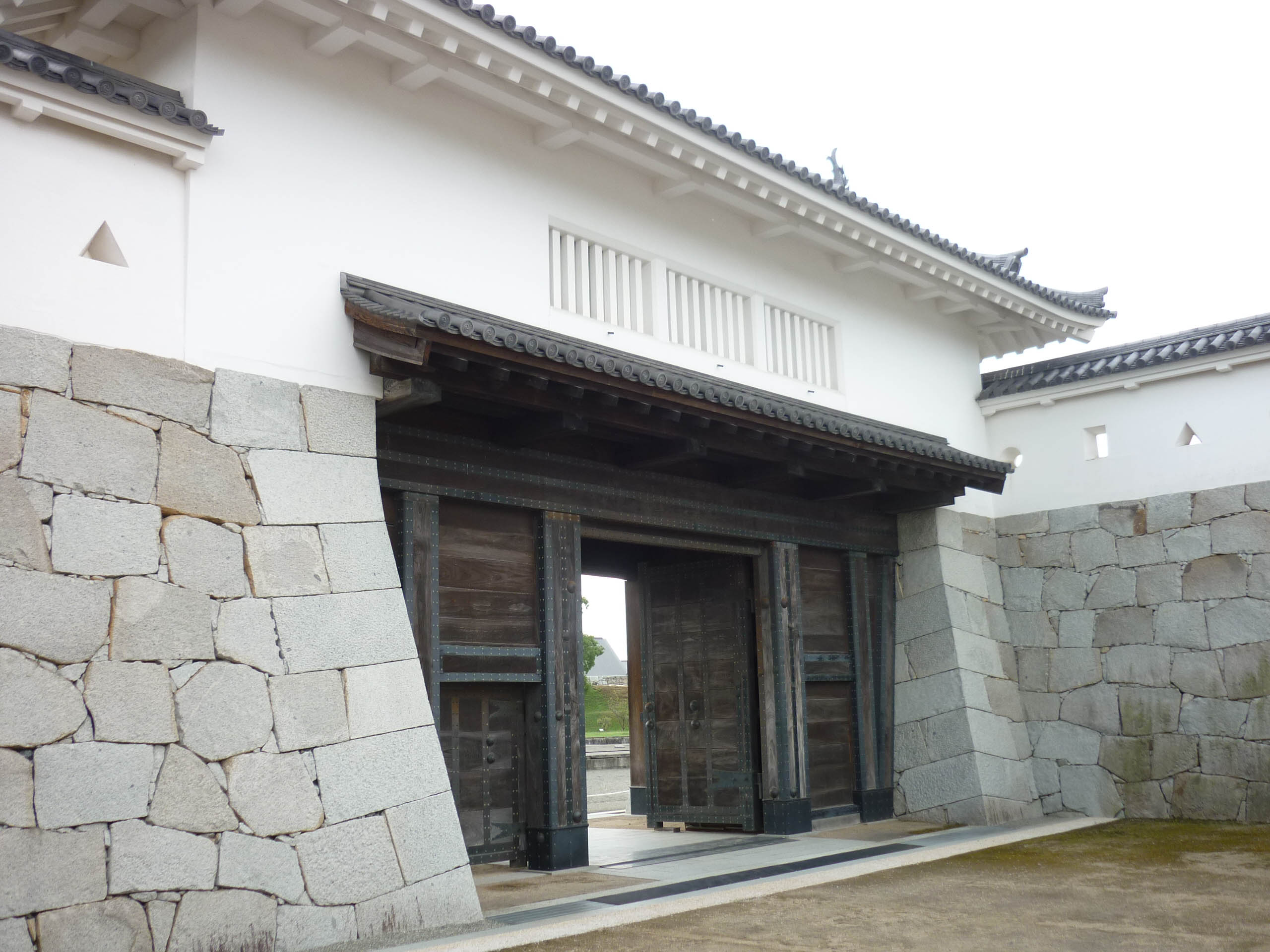
Odrestaurowana brama Hon-maru